# جامعة النيل الأبيض
جامعة النيل الأبيض هي جامعة سودانية تقع في ولاية النيل الأبيض، تأسست عام 1999 بعد مصادقة وزارة التعليم العالي والبحث العلمي. تسعى الجامعة لأن تصبح واحدة من اولى الجامعات في السودان وعلى مستوى الوطن العربي معروفه عالميا بتميزها بما تطرحه عالميا من برامج أكاديميه ومهنيه شامله ومعاصره بأعلى مستويات الجودة وقائمه على أساس من الأصالة، وأن تكون مركزاً مهماً للتعليم والبحث، غايتها الساميه خدمة البشرية جمعاء.

## كليات الجامعة

### كلية علوم الحاسوب وتقانة المعلومات
الكلية تتبع نظام الدراسة السنوي (معدل شبه فصلي) وهو نظام الساعات المعتمدة للحصول على الدرجات العلمية وهي:
1. بكالوريوس تقانة المعلومات في ثمانية فصول دراسية
2. بكالوريوس الشرف في نظم المعلومات في عشرة فصول دراسية
3. البكالوريوس العام في نظم المعلومات في ثمانية فصول دراسية

والدبلوم في ستة فصول دراسية التخصصات
1. نظم المعلومات
2. تقنية المعلومات
3. نظم المعلومات المحاسبية
4. نظم المعلومات الادارية

### كليةالعلوم الإدارية
تمنح درجة البكالوريوس في التخصصات (إدارة الأعمال والمحاسبة) في اربع سنوات

### كليةالاداب
تمنح الكلية البكالوريوس العام قسم اللغة الإنجليزية في اربع سنوات

### كلية هندسة العمارة
تمنح درجة البكالوريوس الشرف في خمس سنوات دراسية

### كليةالقانون
تمنح الكلية درجة البكالوريوس في اربع سنوات دراسية

### كلية علومالمختبرات
تمنح الكلية بكالوريوس الشرف في أربع سنوات دراسية

### كلية الطب والجراحة
تمنح درجة البكالوريوس في خمس سنوات دراسية

### كليةالتربية(مرحلة الأساس)
تمنح درجة البكالوريوس في أربع سنوات دراسية في التخصصات الاتية
1/ لغة عربية / دراسات اسلامية  2/ لغة عربية / تاريخ  3/ لغة عربية/ جغرافيا
4/ لغة إنجليزية/ تاريخ   5/ لغة إنجليزية/ جغرافيا  6/ رياضيات / علوم

### كليةالاقتصادوالدراسات المصرفية[3]
تمنح الكلية درجة البكالوريوس في اربع سنوات دراسية التخصصات الاتية (الاقتصاد البحت والدراسات المصرفية)

### برامج الدراسات العليا
- الدبلوم العالي في العلوم التربوية
- الماجستير في العلوم التربوية
- الدبلوم العالي في إدارة الأعمال
- الماجستير في إدارة الأعمال
- ماجستير تقانة المعلومات
- الدبلوم العالي في تقانة المعلومات

## وصلات خارجية
- الموقع الرسمي للكلية (بالعربية)
- الموقع الرسمي للكلية (بالإنجليزية)